# 町田實秀
町田 實秀（まちだ さねひで、1898年5月7日 - 1971年1月16日）は、日本の法学者。専門は西洋法制史。一橋大学名誉教授。

## 経歴
1898年、大阪生まれ。後に東京に転居した。1916年3月、東京府立第一中学校（東京都立日比谷高等学校の前身）を卒業し、同年4月東京高等商業学校（一橋大学の前身）予科に入学。東京商科大学（一橋大学の前身）に進んで、三浦新七ゼミナールで学んだ。同期に渡辺輝一（のちに横浜国立大学名誉教授）が、1学年上に上原専禄（のちに学長）がいた。1923年に卒業。同年柴田銀次郎（のちに神戸大学名誉教授）、閑栄吉（のちに大阪大学名誉教授）とともに東京商科大学研究科に入学して引き続き三浦新七ならびに孫田秀春に師事した。
1925年、東京商科大学附属商学専門部助教授に着任。1926年ベルリン大学法学部留学。1931年に帰国し、東京商科大学附属商学専門部教授に昇進。1936年からは東京商科大学予科教授となった。
太平洋戦争をはさんで、1949年より一橋大学教授。1954年から1959年まで一橋大学評議員、1957年から1959年ま一橋大学法学部長もつとめた。1962年に一橋大学を定年退官し、名誉教授となった。その後は、同年より青山学院大学法学部教授に就任。また学界では、1954年から法制史学会監事をつとめた。1956年に博士論文「多数決原理の歴史的研究」を京都大学に提出し、法学博士号を取得した。

## 受賞・栄典
- 1970年：勲三等授旭日中綬章に叙される。
- 1971年：従三位に叙される。

## 研究内容・業績
- 専門は西洋法制史。
- 門下に勝田有恒らがいる。また、科目を担当した先の慶応義塾大学大学院でも森征一（慶応義塾大学名誉教授）、松浦千誉（元拓殖大学教授）などを教えた。
- 1941年に実父町田豊千代の遺志により、一橋大学妙高町田山寮を大学に寄贈した。

## 家族・親族
- 実父：町田豊千代（1867-1940）は元浦賀船渠株式会社社長。薩摩藩島津家分家で、鹿児島県士族町田實鞆の長男として生まれた[2]。實鞆は維新後始めた商売に失敗したが、東郷平八郎など明治の元勲や薩摩藩出身の軍人らと親しい関係にあった[3]。1890年高等商業学校（一橋大学の前身）本科卒業後、函館商業学校教頭、西村勝三（西村茂樹弟）の桜組の専務取締役、日本皮革会社（桜組・大倉組・賀田組合併会社。現・ニッピ）取締役、日本製靴取締役、天塩炭鉱社主を経て、倒産寸前だった浦賀船渠を建て直した[4]。
- 息子：町田秀春は元三菱レイヨン職員。（1948年東京商科大学（一橋大学の前身）学部卒業）。